# Koelpinia
 Koelpinia  Peter Simon von Pallas, 1776 è un genere di piante angiosperme dicotiledone della famiglia delle Asteraceae.

## Etimologia
Il nome scientifico del genere è stato definito per la prima volta dal botanico Peter Simon von Pallas (1741-1811) nella pubblicazione " Reise durch Verschiedene Provinzen des Russischen Reichs. St. Petersburg" ( Reise Russ. Reich. 3(2): App. 755) del 1776.

## Descrizione
Habitus. L'habitus delle specie di queste piante è di tipo erbaceo annuale con superfici sia glabre o mollemente pubescenti. Il fusto è solitario e delicato (altezza massima 35 cm). Le radici sono a fittone. Gli organi interni di queste piante contengono lattoni sesquiterpenici.
Foglie. Le foglie, subsessili, lungo il fusto sono disposte in modo alterno. La lamina, fogliacea, è continua con forme da lineare-filiformi a oblunghe, apici acuti e base attenuata. Il contorno è intero. I margini sono continui o dentati. La superficie è glabra o quasi, ma mai ispida o irsuta. Le venature sono parallele. Dimensione delle foglie: larghezza 1 – 5 mm; lunghezza 4,5 – 15 cm.
Infiorescenza. Le infiorescenza, terminali oppure ascellari, sono composte da 2 - 5 capolini separati raccolti in formazioni diffuse. I capolini, per lo più peduncolati, omogami e radiati, sono composti da un involucro formato da 7 - 8 brattee embricate in una (o due) serie che fanno da protezione al ricettacolo sul quale s'inseriscono i fiori ligulati. Le brattee (2 o 3 nella serie esterna; 5 in quella interna) hanno forme da triangolari a lanceolate; a volte possono essere connate. Il ricettacolo è nudo (senza pagliette). Diametro dell'involucro: 5 – 7 mm.
Fiori. I fiori, da 5 a 12 per capolino, sono tetra-ciclici (ossia sono presenti 4 verticilli: calice – corolla – androceo – gineceo) e pentameri (ogni verticillo ha in genere 5 elementi). I fiori sono inoltre ermafroditi e zigomorfi.
- Formula fiorale:

*/x K {\displaystyle \infty }, [C (5), A (5)], G 2 (infero), achenio
- Calice: i sepali del calice sono ridotti ad una coroncina di squame.
- Corolla: le corolle sono formate da una ligula terminante con 5 denti; il colore è giallo; la superficie può essere sia pubescente che glabra; le ligule in genere sono incurvate all'esterno (disposizione radiale).
- Androceo: gli stami sono 5 con filamenti liberi e distinti, mentre le antere sono saldate in un manicotto (o tubo) circondante lo stilo.[13] Le antere alla base sono acute. Il polline è tricolporato (con due lacune), è echinato (con punte) e anche "lophato" (la parte più esterna dell'esina è sollevata a forma di creste e depressioni).[14]
- Gineceo: lo stilo è filiforme. Gli stigmi dello stilo sono due divergenti, filiformi, ricurvi con la superficie stigmatica posizionata internamente (vicino alla base).[15] L'ovario è infero uniloculare formato da 2 carpelli.

Frutti. I frutti sono degli acheni con pappo. Gli acheni, colonnari-scorpioidi, hanno una caratteristica forma incurvata con 5 denti (o coste) tipo glochidi (spini simili alle Cactaceae). Il carpoforo è assente. La superficie glabra o con ghiandole (raramente è sericea). Il pappo è assente. Dimensione degli acheni: 6 – 25 mm.

## Biologia
- Impollinazione: l'impollinazione avviene tramite insetti (impollinazione entomogama tramite farfalle diurne e notturne).
- Riproduzione: la fecondazione avviene fondamentalmente tramite l'impollinazione dei fiori (vedi sopra).
- Dispersione: i semi (gli acheni) cadendo a terra sono successivamente dispersi soprattutto da insetti tipo formiche (disseminazione mirmecoria). In questo tipo di piante avviene anche un altro tipo di dispersione: zoocoria. Infatti gli uncini delle brattee dell'involucro si agganciano ai peli degli animali di passaggio disperdendo così anche su lunghe distanze i semi della pianta.

## Distribuzione e habitat
Le piante di questo gruppo sono distribuite in Spagna, Europa orientale, Caucaso, Asia occidentale e Africa settentrionale a quote comprese tra 400 - 3.600 m s.l.m..

## Tassonomia
La famiglia di appartenenza di questa voce (Asteraceae o Compositae, nomen conservandum) probabilmente originaria del Sud America, è la più numerosa del mondo vegetale, comprende oltre 23.000 specie distribuite su 1.535 generi, oppure 22.750 specie e 1.530 generi secondo altre fonti (una delle checklist più aggiornata elenca fino a 1.679 generi). La famiglia attualmente (2021) è divisa in 16 sottofamiglie.

### Filogenesi
Questo genere appartiene alla sottotribù Scorzonerinae della tribù Cichorieae (unica tribù della sottofamiglia Cichorioideae). In base ai dati filogenetici la sottofamiglia Cichorioideae è il terz'ultimo gruppo che si è separato dal nucleo delle Asteraceae (gli ultimi due sono Corymbioideae e Asteroideae). La sottotribù Scorzonerinae è il secondo clade che si è separato dalla tribù.
La tribù Scorzonerinae è individuata dai seguenti principali caratteri:
- l'indumento di queste piante è morbido fatti di piccoli peli;
- le foglie sono parallelinervie indivise;
- le setole del pappo sono provviste di morbide proiezioni laterali (una fila di cellule appiattite);
- il polline è tricolporato con 2 lacune;
- l'areale (nativo) della sottotribù è relativo al Vecchio Mondo.

All'interno della sottotribù sono stati individuati diversi cladi, alcuni in posizione politomica. Il genere di questa voce, da un punto di vista della fiilogenesi, si trova in una posizione abbastanza centrale vicino al "Scorzonera polyclada clade" e il genere Pterachaenia.
I caratteri distintivi per le specie di questo genere ( Koelpinia) sono:
- gli acheni hanno una caratteristica forma fortemente incurvata con dei denti tipo glochidi (simili alle Cactaceae);
- gli acheni sono privi di carpoforo e del pappo;
- i tannini sono assenti.

Il numero cromosomico delle specie di questo genere è: 2n = 12 o 14 (diploidi, esaploidi e octoploidi).

### Elenco delle specie
Questo genere ha 4 specie:
- Koelpinia linearis Pall.
- Koelpinia macrantha  C.Winkl.
- Koelpinia tenuissima  Pavlov & Lipsch.
- Koelpinia turanica  Vassilcz.